# Михайловська сільська рада (Федоровський район)
Миха́йловська сільська рада (рос. Михайловский сельский совет) — муніципальне утворення у складі Федоровського району Башкортостану, Росія. Адміністративний центр — село Михайловка.

## Населення
Населення — 1023 особи (2019, 1137 в 2010, 1141 в 2002).

## Склад
До складу поселення входять такі населені пункти:
| Населений пункт  | Населення, осіб (2002) | Населення, осіб (2010) |
| ---------------- | ---------------------- | ---------------------- |
| Батирово, село   | 458                    | 441                    |
| Михайловка, село | 301                    | 305                    |
| Юлдашево, село   | 382                    | 391                    |